# Садж
Садж — у літературах східних народів — оповідь про якусь подію римованою прозою й чергуванням римованої та неримованої прози, як, скажімо, у «Гулістані» («Трояндовому саді») класика перської й таджицької літератур Сааді (XIII ст.).

## Виникнення та використання
Зародився в доісламський період, коли під Садж розумілися ритмічні римовані вислови віщунів-священиків (кахінів), виголошені в екстатичному стані, зазвичай з використанням застарілих слів. А. А. Долініна пише в своїй книзі «Баді 'аз-Заман ал-Хамадані і його маками»: «Садж' відрізняється не тільки наявністю рими, а й ритмом, який виникає не як в поезії - шляхом чергування комбінацій довгих і коротких складів, а за рахунок рівної кількості слів в римованих відрізках, а також паралелізму вживаних граматичних форм і синтаксичних конструкцій; природно, що ритмоутворюючу роль відіграє і рима ».
Поряд з передбаченнями зустрічався в описах небесних світил і явищ природи. Характерний для ранньої арабської ораторської прози, в тому числі проповіді (хутба).
Текст Корану формально представляє собою садж. Часто використовувався садж в діловій і особистому листуванні, в народній прозі ( «Тисяча і одна ніч») і досяг найвищого розквіту в жанрі маками (Баді аз-Заман, Абу Мухаммед аль-Касим ібн Алі аль-Харірі) і залишався затребуваним до XX століття.

Долініна в тій же книзі резюмує: «Садж 'звучить в устах ще доісламських віщунів, вклинюється в ораторську мову, іноді розцвічену і просто римою, без чіткого ритмування; більш того, священна книга мусульман Коран - суцільно римована мова. Після дещо настороженого ставлення до садж'у в ранньоісламську епоху смак до рими бере своє, і за часів розквіту прикрашеного стилю, про яких у нас йде мова, літературні твори рясно скрашуються садж'ем, іноді повністю витісняє звичайну прозу, що характерно для епістолярного жанру , зокрема для послань ал-Хамадані ».